# Хуберц, Верена
Верена Уте Хуберц (нем. Verena Ute Hubertz; род. 26 ноября 1987, Трир) — немецкий предприниматель, политический и государственный деятель. Член Социал-демократической партии Германии (СДПГ). Федеральный министр жилья, городского развития и строительства Германии с 6 мая 2025 года. Депутат бундестага от избирательного округа Трир с 2021 года.

## Биография
Родилась 26 ноября 1987 года в Трире в земле Рейнланд-Пфальц. Её отец был слесарем, а мать — приходским референтом (Gemeindereferentin, пастырская должность для мирян в католической общине).
В 2007 году окончила гимназию в городе Конц в земле Рейнланд-Пфальц.
В 2008—2013 годах изучала деловое администрирование в Университете прикладных наук Трира и Высшей школе менеджмента имени Отто Байсхайма (WHU), получив степень магистра наук (MSc).
В 2010 году вступила в Социал-демократическую партию Германии (СДПГ), чтобы выразить протест против отсутствия в стране минимального размера оплаты труда (МРОТ).
В 2013 году вместе с однокурсницей Мэнтин Бёнш (Mengting Bönsch, урожденной Гао, Gao) стала сооснователем стартапа AJNS New Media GmbH в Берлине, создавшего приложение Kitchen Stories. Целью проекта было сделать креативные рецепты доступными в Интернете и вдохновить людей готовить. Предприятие оказалось настолько успешным, что в 2017 году компания BSH Hausgeräte, базирующаяся в Мюнхене, стала мажоритарным акционером. В 2020 году Хуберц ушла с должности операционного директора Kitchen Stories, чтобы полностью посвятить себя политике, а в 2023 году Мэнтин Бёнш ушла с поста CEO.
По итогам парламентских выборов 26 сентября 2021 года избрана депутатом бундестага XX созыва от СДПГ в избирательном округе Трир. Была заместителем председателя парламентской группы СДПГ.
6 мая 2025 года назначена федеральным министром жилья, городского развития и строительства в коалиционном правительстве под руководством федерального канцлера Фридриха Мерца (ХДС). Сменила Клару Гейвиц, которая занимала пост с 8 декабря 2021 года.